# Iain Smith
Pour les articles homonymes, voir Smith.
Iain Smith est un producteur écossais né en 1949 à Glasgow. Il a notamment beaucoup travaillé avec le réalisateur Roland Joffé, le producteur Marc Abraham et avec de nombreuses personnalités du cinéma français.

## Filmographie
- 1983 : Local Hero, producteur associé
- 1984 : The Frog Prince
- 1984 : La Déchirure
- 1986 : Mission, producteur associé
- 1987 : Hearts of Fire, coproducteur
- 1989 : Killing Dad or How to Love Your Mother
- 1992 : La Cité de la Joie, coproducteur
- 1992 : 1492 : Christophe Colomb (1492: Conquest of Paradise), producteur délégué
- 1996 : Mary Reilly, coproducteur
- 1997 : Le Cinquième Élément, coproducteur
- 1997 : Sept ans au Tibet
- 1999 : Haute Voltige
- 2001 : La Planète des singes, producteur exécutif Londres
- 2001 : Spy game, jeu d'espions, producteur délégué
- 2003 : Retour à Cold Mountain, producteur délégué
- 2004 : Alexandre
- 2006 : Les Fils de l'homme
- 2006 : The Fountain
- 2008 : Wanted : Choisis ton destin